# 펑바오 1호
펑바오 1호는 중국의 우주로켓이다.

## 역사
중국 최초의 ICBM인 DF-5를 우주로켓으로 개조했다. 1972년부터 1981년까지 주취안 위성발사센터에서 11회 발사되어 7회 성공했다. 1981년 9월 19일 마지막 발사에서 중국 최초로 3개의 인공위성을 동시에 지구 저궤도에 올려놓았다.
1단에 추력 80톤 YF-20 엔진 4개를 묶었고, 2단에 1개를 사용했다.